# Tampieng Baroh
Tampieng Baroh is een bestuurslaag in het regentschap Pidie van de provincie Atjeh, Indonesië. Tampieng Baroh telt 384 inwoners (volkstelling 2010).